# Artcam
	Artcam Films s.r.o. (dříve Artcam) je nezávislá filmová distribuční společnost působící v České republice.

## Historie
Distribuční společnost Artcam založil v roce 1998 francouzský producent, režisér a cinefil Artemio Benki, jehož aktivity jsou od 90. let spojeny s Prahou (působila zde jeho produkční firma Sirena Film). Společnost Artcam Praha, s.r.o. byla založena již 18. března 1998, později byla majitelem Philippe Benkemounem převedena na novou společnost Film Distribution Artcam s.r.o., která byla založena v září 2000. Jako producent či koproducent a distributor stojí Artcam také za českými nezávislými filmy (Vlk z Královských Vinohrad, Miluj mě, jestli to dokážeš, Bratříček Karel, Schmitke). Po skonu Artemia Benkiho vede společnost filmový producent a dramaturg Vít Schmarc. V roce 2015 činily tržby společnosti 21,7 milionu korun.

## Uváděné filmy
Artcam uvádí převážně evropské artové a nemainstreamové filmy, mimo jiné snímky režisérů, jako jsou Michael Haneke, Lars von Trier, Apichatpong Weerasethakul, Arnaud Desplechin a dalších. Mezi nejznámější a nejúspěšnější filmy patří Gádžo dilo, Vysněný život andělů, 4 měsíce, 3 týdny, 2 dny, Mezi zdmi, Strýček Búnmí, Bílá stuha, Láska, historická romance Portrét dívky v plamenech, dokumenty nominované na Oscara Země medu a Pro Samu, nebo celovečerní dokumentární debut zakladatele společnosti Artemia Benkiho Sólo, oceněný jako nejlepší český dokument na MFDF Jihlava v roce 2019.